# Порошина Марія Михайлівна
Марія Михайлівна Порошина (нар. 1 листопада 1973, Москва, РРФСР, СРСР) — російська актриса театру і кіно.

## Життєпис
Народилася 1 листопада 1973 року в Москві, в театральній родині.
Батько — Михайло Порошин (нар. 1949), уродженець міста Полевський Свердловської області, артист хореографічного ансамблю «Берізка». Мати — Наталія Красноярська (нар. 1948), режисерка мімічного ансамблю Великого театру і професійна співачка, заслужена артистка Росії (1999), народилася в Києві. Батьки Марії розлучилися. Мати вийшла заміж за актора Дмитра Назарова.
Навчалася в московській середній школі № 59 (нині — № 1286) з поглибленим вивченням французької мови, займалася музикою, художньою гімнастикою, танцями при ансамблі «Берізка».
Після закінчення середньої школи у віці шістнадцяти років Марія Порошина вступила до Школи-студії МХАТ, але після другого курсу була відрахована ректором навчального закладу та керівником акторського курсу Олегом Табаковим з формулюванням «за професійну непридатність», за що згодом актриса висловлювала подяку своєму педагогу.
Після відрахування зі Школи-студії МХАТ Марія вступила на перший курс акторського факультету Вищого театрального училища імені Бориса Щукіна (художній керівник курсу — Марина Олександрівна Пантелєєва.
Вела телевізійну програму «Ширше коло», грала в різних постановках сучасного та класичного репертуару, включаючи театр «На Покровці» під керівництвом Сергія Арцибашева.
В даний час працює в «Театральній компанії Сергія Виноградова», де в 2000 році дебютувала в ролі Хлої в постановці «Піна днів».
Творчий шлях в кіно Марія Порошина починала з невеликих ролей в телесеріалах. Популярність актрисі принесли роль Тамари в популярному серіалі «Бригада» (2002) і головна роль в серіалі «Завжди говори „завжди“» (2003). Потім пішли головні ролі у фільмі «Четверте бажання» (2003) і фантастичній стрічці Тимура Бекмамбетова «Нічний дозор» (2004). У 2005 році вийшов фільм-продовження «Денний дозор», що став на той момент найкасовішим російським фільмом.

### Родина
- Дід (по батькові) — Іван Михайлович Порошин, педагог.
- Бабуся (по батькові) — Аделаїда Петрівна Порошина (Пригаро), педагог.
- Дід (по матері) — Петро Павлович Філіппов, Заслужений артист Білоруської РСР[6].
- Бабуся (по матері) — Людмила Павлівна Красноярська, артистка оперети.
- Батько — Михайло Іванович Порошин, уродженець міста Полевський Свердловської області, співак (тенор), соліст хореографічного ансамблю «Березка»[2].
- Мати — Наталія Петрівна Красноярська, артистка музичного театру, режисер Великого театру Росії, заслужена артистка Російської Федерації[1][2].
- Вітчим — Дмитро Юрійович Назаров, радянський і російський актор театру і кіно, телеведучий, народний артист Російської Федерації.
- Сестра (однокровна, по батькові) — Анастасія Михайлівна Порошина (нар.. 27.04.1985), співачка, працює в театрі оперети[2][4].
- Чоловік (незареєстрований шлюб) — Гоша Куценко. Познайомилися на вступних іспитах до Школи-студії МХАТ, прожили разом п'ять років.
  - Дочка Поліна Куценко (нар.. 22 лютого 1996 року[3]), знялася у фільмах «На шляху до серця» (в епізоді), «Компенсація» (в ролі Христини) і «Останній мент» (в ролі Юлі Дивової).
- Чоловік — Ілля Юрійович Древнов (нар.. 3 жовтня 1977), російський актор театру і кіно.
  - Дочка — Серафима (нар.. 27 вересня 2005)[3].
  - Дочка — Горпина (нар.. 18 лютого 2010)[7].
  - Дочка — Глафіра (нар.. 3 лютого 2016)[8].
- Син — Андрій (нар.. 11 січня 2019)[9].

## Творчість

### Ролі в театрі
- 1997 — «Гедда Габлер» Г. Ібсена — Гедда;
- 1997 — «Бідність — не порок» О. М. Островського — Мати;
- 1997 — «Тінь» Є. Л. Шварца — Принцеса;
- 1999 — «Ревізор» — Королева;
- 1999 — «Чоловік для жінки» — Мадлен;
- 1999 — «Місто мишей» — Миша;
- 2000 — «Піна днів» (Б. Віан) — Хлоя;
- 2007 — «Чудовий чоловік» — Юлія;
- «Небезпечні зв'язки» — Сесіль;
- «Venus» — Анаіс Нін;
- «Арлекіно». Режисер: Сергій Алдонін;
- 2009 — «Склянка води». Режисер: Сергій Алдонін — королева Анна (Московський драматичний театр імені К. С. Станіславського);
- «Ідеальна дружина» — Христина Миколаївна Трубецька;
- «Урок кохання по-французьки» — коханка;
- «37 листівок» — Евелін (мама);
- «Чоловіки в тапочках» — Ганна;
- «Труффальдіно» — Беатріче;
- 2015 — «Територія пристрасті», музично-драматичний спектакль за мотивами роману в листах П'єра Шадерло де Лакло «Небезпечні зв'язки» (режисер — Олександр Балуєв; прем'єра на сцені Театру естради відбулася 7 квітня 2015 року) — мадам де Турвель[2];
- «Жінки в пошуках кохання» — Флора;
- «Незакінчений роман» — Ільза.

### Фільмографія

#### Художні фільми
- 1999 — «Шанувальник» — Марина;
- 1999 — «Третього не дано» — Катя;
- 2002 — «Антикілер» — подруга Тамари, повія;
- 2002 — «Вовочка» — Світлана Володимирівна, мати Колі;
- 2003 — «Четверте бажання» — Анастасія Вєтрова;
- 2003 — «М'ясо» (короткометражний) — мати;
- 2004 — «Нічний дозор» — Світлана Назарова, чарівниця;
- 2005 — «Денний дозор» — Світлана Назарова, чарівниця «Велика Інша»;
- 2006 — «Сьомий день»;
- 2006 — «Під Великою Ведмедицею» — епізод;
- 2007 — «Суджений-ряджений» — Ольга Кірсанова;
- 2007 — «Моя мама — Снігуронька» — Олена;
- 2007 — «Кохання Аврори» — Іра;
- 2007 — «Доглядальниця» — Поліна;
- 2008 — «Не відрікаються люблячи…» — Соня;
- 2008 — «Дівчинка» — Орися Строгова;
- 2008 — «Почати спочатку. Марта» — Марта;
- 2009 — «По сліду Фенікса» — Ліза Кожевнікова;
- 2010 — «Ялинки» — Юлія Михайлівна;
- 2011 — «Три дні з придурком» — мама;
- 2012 — «Зі мною ось що відбувається» — Анфіса;
- 2013 — «Новорічний переполох» — Тетяна;
- 2014 — «Хтось втрачає, хтось знаходить» — Марія Весніна;
- 2014 — «Боцман Чайка»
- 2014 — «Ялинки 1914» — мати Гриця і Глаші, швачка;
- 2014 — «Слід тигра» — Надія, сусідка єгеря, біженка з України;
- 2016 — «Лікар» — Ліза.
- 2018 — «Ялинки Останні» — Юлія Михайлівна;

#### Телесеріали
- 1992 — «АБВГД Ltd» — Катерина;
- 1999 — «Самозванці» — бібліотекар;
- 2000 — «Салон краси» — Аглая;
- 2001 — «Конференція маніяків» — психіатр;
- 2001 — «Далекобійники» (серія № 12 «Лівий вантаж») — Яна, повія;
- 2001 — «Вулиці розбитих ліхтарів. Менти-3» (серія № 20 «Сніжний барс») — Юлія, секретар Рибакова;
- 2002 — «Каменська 2» (фільм № 4 «За все треба платити») — Катя Мацур;
- 2002 — «Слідство ведуть Знавці. Пуд золота» — Віра Іванова-Жбанова;
- 2002 — «Бригада» — Тамара Філатова, дружина «Філа»;
- 2002 — «Життя триває» — Наталія;
- 2003 — «Марш Турецького. Нове призначення» (серія «Кінець фільму») — Олена Лебедєва;
- 2003 — «Інше життя» — колишня дружина банкіра, клієнта Ряжського;
- 2003 — «Завжди говори „завжди“» — Ольга Громова;
- 2003 — «Дільниця» — Людмила Ступіна;
- 2005 — «Загибель імперії» — Марія Ковська есерка (прототип — Ірина Каховська);
- 2004 — «Сліпий» — Ірина;
- 2005 — «Херувим» — Юлія Тихорєцька;
- 2005 — «Завжди говори „завжди“ 2» — Ольга Баришева;
- 2004 — «Ті, що втратили сонце» — Ганна;
- 2005 — «Повний Місяць» — Станіслава Ошуркова;
- 2005 — «Моя прекрасна нянька» (серія № 83) — Люсьєн Фіалкова;
- 2005 — «Талісман любові» — Варвара Глушковська;
- 2006 — «Завжди говори „завжди“ 3» — Ольга Баришева;
- 2007 — «На шляху до серця» — Юлія Солодовникова;
- 2008 — «Завжди говори „завжди“ 4» — Ольга Баришева;
- 2008 — «Головне — встигнути» — Аліса;
- 2008 — «Монтекрісто» — Вікторія Остапова;
- 2009 — «Завжди говори „завжди“ 5» — Ольга Баришева;
- 2010 — «Віра, Надія, Любов» — Віра Строєва;
- 2010 — «Подарунок долі» — Катерина Шмельова, екскурсовод у музеї;
- 2010 — «Завжди говори „завжди“ 6» — Ольга Баришева;
- 2011 — «Завжди говори „завжди“ 7» — Ольга Баришева;
- 2011 — «Контргра» — Ольга Чехова;
- 2011 — «За гарячими слідами» — Любов Петрівна Суворова, майор міліції, слідчий, начальник спеціального відділу МВС по розшуку зниклих безвісти людей[10];
- 2012 — «Байки Мітяя» — Маша;
- 2012 — «Анна Герман» — Ірма Мартенс-Герман-Бернер;
- 2012 — «Завжди говори „завжди“ 8» — Ольга Баришева;
- 2012 — «Завжди говори „завжди“ 9» — Ольга Баришева;
- 2012 — «По гарячих слідах 2» — Любов Петрівна Суворова, майор міліції, слідчий, начальник спеціального відділу МВС по розшуку зниклих безвісти людей[10];
- 2014 — «Листи на склі» — Вероніка Воскобойникова, дочка Іпатова;
- 2014 — «Жінки на межі» (серія № 20) — Марина, екскурсовод музею в селищі Клюквіно, спеціаліст з XX століття / Ганна Єлецька, графиня[11];
- 2015 — «Офіцерські дружини» — Катерина Антонова;
- 2015 — «Батьки» — мама Маша;
- 2016 — «Челночніци» — Ольга Родіонова, човник, колишня вчителька англійської мови, дружина офіцера;
- 2016 — «Сімейні обставини» — Лариса Андріївна Зимова, адвокат з сімейного права, вдова, мати Маші і Сани[12];
- 2016 — Фаїна» — Павла Вульф;
- 2017 — «Чорна кров» — Ірина Котова.

## Нагороди
- 2008 — премія «Золотий орел» Академії кінематографічних мистецтв і наук Росії в номінації «Найкраща жіноча роль на телебаченні» — за роль Юлії Солодовнікової в телесеріалі «На шляху до серця» (2007).